# Crise da meia-idade
Crise da meia-idade é uma expressão criada em 1965 por Elliott Jaques para descrever uma forma de insegurança sofrida por alguns indivíduos que estão passando pela meia-idade, na qual percebem que o período de sua juventude está acabando e a idade avançada se aproxima. Essa crise pode ser desencadeada por vários fatores relacionados com essa época da vida, como a morte dos parentes, casos extraconjugais, andropausa, menopausa, sensação de envelhecimento, insatisfação com a carreira profissional e saída dos filhos de casa. Normalmente, quem passa por isso sente uma enorme vontade de mudar seus modos de vida fazendo gastos exagerados com aquisições fúteis, abandonando o emprego ou terminando o casamento.

## Generalidades
A análise de casos isolados revela que o detonador das crises consiste, via de regra, em um acúmulo de estresse e cobranças ao longo de anos, geralmente inseridos em um projeto pessoal de casamento, sucesso profissional ou mesmice, associados às expectativas e às atribuições efetivamente concentradas sobre uma única pessoa. Por essa razão, geralmente a crise de meia-idade é, com mais frequência, observada em homens e mulheres aos quais são atribuídos o papel de "arrimo", ou principal "responsável" pela família. Embora nem todos os indivíduos sofram crises abruptas (burn-out), é bastante comum que a recusa desses indivíduos em desempenhar o papel atribuído seja diagnosticado pelos familiares como doença, culminando em internações. Acostumados com a pronta resposta do arrimo ou responsável e querendo fazê-lo retornar ao papel anterior, acabam ensejando maior afastamento, físico ou psíquico, dos relacionamentos que vinha até então nutrindo, por parte do indivíduo em situação crítica.
Ao que tudo indica, contudo, a crise de meia-idade tende a produzir efeitos permanentes sobre a quantidade e intensidade de responsabilidades que o indivíduo passa a estar disposto a assumir, geralmente abrindo mão de um matrimônio, ou emprego, após avaliar sua real satisfação e seus reais benefícios auferidos, ao longo dos anos, em comparação com o esforço e energia empenhados. 
No núcleo familiar próximo, a crise de meia-idade não parece alterar os vínculos filiais-maternos ou filiais-paternos, uma vez que a crise e as mudanças dela decorrentes são desencadeadas apenas após o arrimo ou responsável consultar ou estar certo do apoio e aprovação dos filhos, ou parte deles. 
Estudos indicam que algumas culturas podem ser mais sensíveis a este fenômeno do que outros. Um deles revelou que há pouca evidência de que as pessoas sofrem crises de meia-idade nas culturas japonesa e indiana, levantando a questão se uma crise de meia-idade é somente uma concepção cultural das sociedades ocidentais.

## Ocorrência
Aproximadamente 10% das pessoas passam por esse problema, sendo mais comum entre os 40-60 anos de idade (um estudo da década de 1990 aponta que normalmente quem passa por isso começa com cerca de 46 anos) e tem vida altamente atribulada, ou com fardos familiares muito amplos e onerosos. Crises de meia-idade duram de 3-10 anos em homens e 2-5 em mulheres.

## Características
Pessoas com crise de meia-idade normalmente apresentam os seguintes sentimentos:
- busca de um sonho ou objetivo de vida novo;
- necessidade de superar um sentimento de remorso vago, por metas não cumpridas, por meio de novas miradas;
- desejo de voltar a experimentar prazeres leves, geralmente preservados na memória, da época de juventude;
- vontade de ficar mais tempo sozinho, sem ser perturbada(o), ou apenas com pessoas que não lhes façam cobranças excessivas;

E os seguintes comportamentos:
- gozo solitário de hobbies e lazeres sociais (esportes, coleções, bichos de estimação, cursos de arte ou ofícios, álcool), geralmente criticados (talvez em excesso) pela família;
- aquisição de itens voltados para o próprio gozo, considerados caros ou fúteis pelos familiares ou ex-familiares que eram o centro depositário de recursos, como: motocicletas, barcos, roupas, carros esportivos, joias, piercings, tatuagens etc.;
- depressão/ansiedade, decorrente das críticas e isolamento produzidos com a mudança de atitude;
- responsabilizar-se pelos seus fracassos pessoais, revisando profundamente suas atitudes, e tentando racionalizar os anos vindouros;
- cuidado exagerado com a aparência e tentativa de parecer mais jovem, a fim de atrair novos parceiros e desenvolver novos relacionamentos;
- procurar relacionamentos com quaisquer pessoas disponíveis, geralmente em busca de referência, que se impressionam com a experiência que inevitavelmente carregam.

## Na cultura popular
- O Pecado Mora ao Lado, um filme norte-americano com Marilyn Monroe (1955).[3]
- The Pros and Cons of Hitch Hiking, uma canção de Roger Waters (1984).
- Midlife Crisis, uma canção da banda Faith No More (1992).
- American Beauty, um filme norte-americano dirigido por Sam Mendes (1999).[3]
- Neighbours, uma soap opera australiana (2011).
- Cartagena, um romance de Claudia Amengual (2015).